# Синдром Пехкранца — Бабинского — Фрелиха
Синдро́м Пехкра́нца — Баби́нского — Фре́лиха (Адипо́зогенитальная дистрофи́я) — нейроэндокринный синдром, характеризующийся прогрессирующим ожирением с преимущественным отложением жира в плечевом поясе, молочных железах, на животе, ягодицах, бёдрах. Он сопровождается недоразвитием (недостаточным функционированием) половых органов.

## История
Данный симптомокомплекс впервые описан Морганьи, однако своё название получил от Харви Кушинга, назвавшего его в честь Жозефа Бабинского и Альфреда Фрёлиха.

## Этиология
Адипозо-генитальную дистрофию следует считать самостоятельным заболеванием только в том случае, когда ожирение и половое недоразвитие возникают в детском возрасте и причина их неизвестна. При установленной причине заболевания ожирение и гипогонадизм рассматривают как симптомы основного патологического процесса. Причины адипозо-генитальной дистрофии:
- внутриутробная инфекция (токсоплазмоз),
- родовая травма,
- острая инфекция (скарлатина, тиф, ОРВИ),
- хроническая инфекция (туберкулёз, сифилис),
- травматическое поражение мозга в раннем детском возрасте,
- опухоли (краниофарингиома, хромофобная аденома),
- водянка третьего желудочка головного мозга,
- тромбозы, эмболии сосудов головного мозга,
- кровоизлияния (в детском возрасте).

Нередко установить причину не представляется возможным.

## Патогенез
Данные факторы приводят к снижению секреции гонадотропного гормона аденогипофиза, в связи с чем развивается гипогонадотропный гипогонадизм. В ряде случаев отмечается снижение секреции антидиуретического и тиреотропного гормонов. На механизм развития ожирения влияют гипоталамические и гипофизарные нарушения, а также наличие повышенного аппетита (вплоть до приступов булимии).

## Клиническая картина
Адипозогенитальная дистрофия у пациентов с новообразованием гипоталамической области:
- ожирение (жировая клетчатка откладывается неравномерно — на бёдрах, животе, ягодицах, голенях и в области грудных желёз);
- гипогенитализм;
- мозговые симптомы (головная боль, эпилептиформные припадки, гетеронимная гемианопсия);
- малый рост;
- часто сочетается с клинической картиной несахарного диабета, тенденцией к пониженной температуре тела[7].

## Диагностика
Данный симптомокомплекс возможно заподозрить на основании прогрессирующего ожирения с распределением подкожножировой клетчатки по женскому типу в сочетании с гипоплазией половых органов и началом процесса в детском возрасте.

### Топическая диагностика
- Магнитно-резонансная томография (МРТ);
- компьютерная томография (КТ);
- рентгенография черепа;
- УЗИ.

## Дифференциальный диагноз
Адипозогенитальную дистрофию следует отличать от:
- Алиментарно-конституционального ожирения (половое развитие нормальное или несколько задержано; во время интенсивного роста в пубертатном периоде наблюдается похудение и нормальное половое развитие);
- болезни Иценко-Кушинга (избирательная локализация жира на животе, лице, относительно тонкие конечности, гиперпигментация кожи и слизистых, широкие багровые стрии на коже живота, плеч, бёдер, высокое артериальное давление, нарушение углеводного обмена);
- синдрома Лоуренса — Муна — Барде — Бидля (слабоумие, пигментный ретинит, ведущий к слепоте, нередко встречаются полидактилия и синдактилия);
- синдрома Морганьи — Морель — Стюарта (наблюдается только у женщин, особенно в климактерическом периоде: оволосение по мужскому типу, повышение артериального давления, нарушение углеводного обмена, утолщение внутренней пластинки лобной кости);
- синдрома Клайнфельтера (ожирение отсутствует или слабо выражено, размеры полового члена нормальные, половой хроматин положителен, чаще определяется кариотип 47, XXY);
- синдрома Шерешевского-Тернера (короткая шея с крыловидными кожными складками, низкое расположение ушных раковин, низкая граница роста волос на шее сзади, отсутствие полового хроматина, кариотип 45, X0).

## Лечение
Этиотропное — направлено на ликвидацию причины заболевания (воспалительного процесса, новообразования и так далее). Лечение ожирения и гипогонадизма проводят общепринятыми методами.

## Прогноз
Прогноз во многом зависит от причины и динамики процесса, в случаях, когда причину адипозогенитальной дистрофии установить не удаётся — благоприятный.